# زياران
زیاران (بالفارسية: زیاران) هي قرية تقع في إيران في قسم زیاران الریفي. يقدر عدد سكانها بـ 4,287 نسمة .